# Agapostemon viridulus
Agapostemon viridulus är en biart som först beskrevs av Fabricius 1793.  Agapostemon viridulus ingår i släktet Agapostemon och familjen vägbin. Inga underarter finns listade i Catalogue of Life.